# Maior Arcana (The Words That Turn Flesh Into Light)
Maior Arcana (The Words That Turn Flesh Into Light) – kompilacyjny album polskiej grupy muzycznej Lux Occulta. Wydawnictwo ukazało się we wrześniu 1998 roku nakładem wytwórni muzycznej Pagan Records. Wszystkie nagrania zostały zarejestrowane pomiędzy 1995 a 1997 rokiem w Manek Studio w Sanoku. Utwory 6-9 pochodzą z kasety demo The Forgotten Arts wydanej w 1995 roku przez firmę Pagan Records.

## Lista utworów
Opracowano na podstawie materiału źródłowego.
1. "Love" (Garden of Aphrodite) (muz. Lux Occulta, sł. Jaro.Slav) - 6:45
2. "Heart of the Devil" (cover Danzig) - 3:19
3. "When Horned Souls Awake" (muz. Lux Occulta, sł. Jaro.Slav) - 3:47
4. "Burn" (muz. The Sisters of Mercy, sł. Jaro.Slav) - 5:11
5. "Creation" (muz. Lux Occulta, sł. Jaro.Slav) - 6:26
6. "Love" (muz. Lux Occulta, sł. Jaro.Slav) - 5:18
7. "War" (muz. Lux Occulta, sł. Jaro.Slav) - 9:27
8. "Passing Away" (muz. Lux Occulta, sł. Jaro.Slav) - 4:49
9. "The Path (You've Found)" (muz. Lux Occulta, sł. Jaro.Slav) - 2:39

## Twórcy
Opracowano na podstawie materiału źródłowego.
| Zespół Lux Occulta w składzie - Jarosław "Jaro.Slav" Szubrycht - wokal prowadzący - Piotr "Peter" Szczurek - gitara rytmiczna - Grzegorz "G. Ames" Kapłon - gitara prowadząca - Jerzy "U.reck" Głód - instrumenty klawiszowe, gitara akustyczna - Jackie - gitara basowa - Krzysztof "Kriss" Szantula - perkusja |  | Dodatkowi muzycy - Barbara Pizun - flet (utwory 6, 9) - Monika Klimsza - wokal wspierający (utwór 1) Produkcja - Andrzej Bomba - mastering - Tomasz Krajewski - oprawa graficzna |